# Llista de premis de Depeche Mode

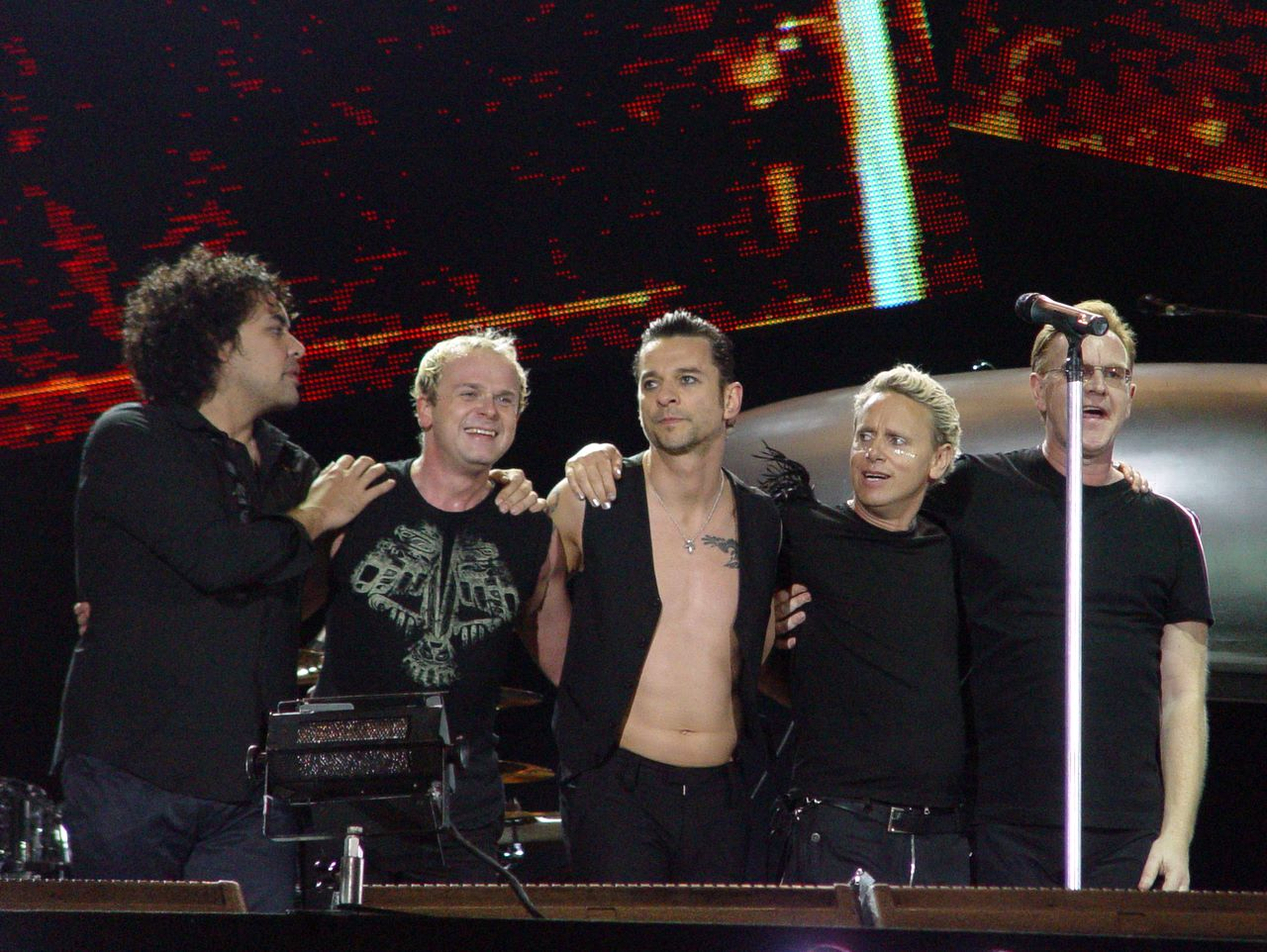
Depeche Mode a Hyde Park (2006).

Llista dels premis i nominacions rebuts per la banda de música Depeche Mode. Aquesta banda anglesa de música electrònica i synthpop es va crear l'any 1980 a Basildon, Essex. Està formada per actualment per David Gahan, Martin Gore i Andrew Fletcher, i anteriorment per Vince Clarke i Alan Wilder. La seva llarga i reeixida trajectòria els han permès esdevenir una de les bandes de música electrònica més importants del món.
La banda va ser inclosa al Rock and Roll Hall of Fame l'any 2020.

## Resum
| Premis                  | Guanyats | Nominacions |
| ----------------------- | -------- | ----------- |
| Billboard Music Awards  | 0        | 11          |
| BRIT Awards             | 1        | 4           |
| Grammy Awards           | 0        | 5           |
| MTV Europe Music Awards | 1        | 4           |
| MTV Video Music Awards  | 0        | 2           |

## Billboard Music Awards
| Any  | Categoria                            | Treball                           | Resultat |
| ---- | ------------------------------------ | --------------------------------- | -------- |
| 1985 | Top Hot 100 Artist                   | Depeche Mode                      | Nominat  |
| 1985 | Top Billboard 200 Artist             | Depeche Mode                      | Nominat  |
| 1985 | Top Billboard 200 Artist - Duet/grup | Depeche Mode                      | Nominat  |
| 1985 | Top Billboard 200 Album              | Some Great Reward                 | Nominat  |
| 1987 | Top Dance Club Play Artist           | Depeche Mode                      | Nominat  |
| 1987 | Top Dance Club Play Single           | «Strangelove»                     | Nominat  |
| 1987 | Top Dance Sales 12' Single           | «Strangelove»                     | Nominat  |
| 2007 | Millor artista electrònic            | Depeche Mode                      | Nominat  |
| 2007 | Millor àlbum electrònic              | The Best of Depeche Mode Volume 1 | Nominat  |
| 2009 | Millor artista electrònic            | Depeche Mode                      | Nominat  |
| 2009 | Millor àlbum electrònic              | Sounds of the Universe            | Nominat  |

## Brit Awards
Els premis Brit Awards són lliurats anualment per la indústria britànica Indústria Fonogràfica Britànica. Depeche Mode ha estat nominat en quatre ocasions amb un guardó.
| Any  | Categoria                 | Treball             | Resultat  |
| ---- | ------------------------- | ------------------- | --------- |
| 1982 | Millor debutant britànic  | Depeche Mode        | Nominat   |
| 1991 | Millor senzill britànic   | «Enjoy the Silence» | Guanyador |
| 1991 | Millor videoclip britànic | «Enjoy the Silence» | Nominat   |
| 1994 | Millor videoclip britànic | «I Feel You»        | Nominat   |

## Grammy Awards
Els premis Grammy Awards són lliurats anualment per la indústria estatunidenca National Academy of Recording Arts and Sciences. Depeche Mode ha estat nominat en cinc ocasions però mai han estat guardonats.
| Any  | Categoria                            | Treball                | Resultat |
| ---- | ------------------------------------ | ---------------------- | -------- |
| 1995 | Millor vídeo musical de llarg format | Devotional             | Nominat  |
| 2002 | Millor gravació dance                | «I Feel Loved»         | Nominada |
| 2007 | Millor gravació dance                | «Suffer Well»          | Nominada |
| 2010 | Millor àlbum de música alternativa   | Sounds of the Universe | Nominat  |
| 2010 | Millor vídeo musical de curt format  | «Wrong»                | Nominat  |

## MTV Europe Music Awards
Els premis MTV Europe Music Awards són lliurats anualment pel canal MTV Europe a la música europea. Depeche Mode ha estat guardonat amb un premi de les quatre nominacions.
| Any  | Categoria                  | Treball      | Resultat  |
| ---- | -------------------------- | ------------ | --------- |
| 2001 | Millor lloc web de banda   | Depeche Mode | Nominat   |
| 2002 | Millor actuació en directe | Depeche Mode | Nominat   |
| 2006 | Millor banda               | Depeche Mode | Guanyador |
| 2007 | Millor lloc web de banda   | Depeche Mode | Nominat   |

## MTV Video Music Awards
Els premis MTV Video Music Awards són lliurats anualment pel canal MTV. Depeche Mode ha estat nominat en dues ocasions.
| Any  | Categoria                    | Treball          | Resultat |
| ---- | ---------------------------- | ---------------- | -------- |
| 1990 | Millor videoclip post-modern | «Personal Jesus» | Nominat  |
| 1993 | Millor videoclip de banda    | «I Feel You»     | Nominat  |

## Rock and Roll Hall of Fame
| Any  | Categoria                  | Treball      | Resultat  |
| ---- | -------------------------- | ------------ | --------- |
| 2020 | Rock and Roll Hall of Fame | Depeche Mode | Guanyador |